# Oratorio dei Santi Nazario e Celso (Genova)
L'ex oratorio dei Santi Nazario e Celso, già oratorio dei Disciplinanti di Sturla, è un luogo di culto cattolico situato nel quartiere di Sturla, in vico del Pesce, nel comune di Genova nella città metropolitana di Genova. L'edificio fu la prima parrocchia di Sturla, prima che, dopo un lungo periodo di vacazione durante il quale la sua giurisdizione era passata alla chiesa di San Martino d'Albaro, il titolo parrocchiale venisse assegnato alla chiesa della Santissima Annunziata di Sturla.

## Storia e descrizione

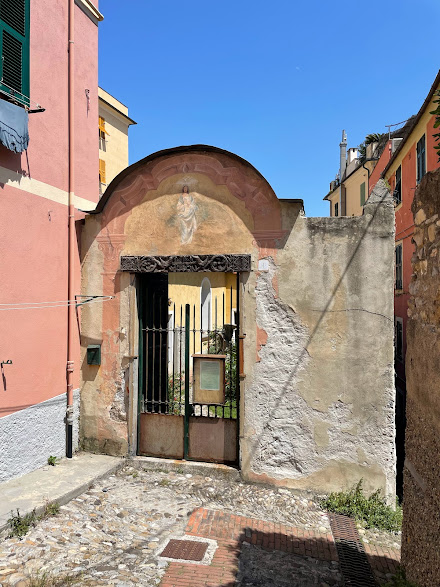
L'ingresso laterale da vico del Pesce

L'intitolazione a san Celso la relaziona al culto dei martiri Nazario e Celso, ai quali era intitolata la chiesa omonima che si trovava sulla costa di Albaro, l'iniziale parrocchia di questa parte del suburbio, i cui resti vennero demoliti per la realizzazione di corso Italia. L'edificio di Sturla, se pur con origini più antiche, venne citato in documenti del 1184 anche se testimoniante architettoniche del periodo preromanico e romanico non ve ne sono più tracce; le murature più antiche risalgono all'ammodernamento apportato nel XVI secolo. 
Essa venne ristrutturata nel 1594. A illustrare lo stato della chiesa dopo questo ammodernamento è la visita apostolica di monsignor Francesco Bossi. Ad una data di poco successiva, all'incirca nel 1594, riporta una targa posta sull'altare maggiore, sul quale era la pala con i tre santi titolari: Nazario, Celso, Rocco. Il Remondini afferma che tali santi erano affrescati ancora sulla volta.
La nuova costruzione ebbe tre altari, ai quali accenna la descrizione del Novella. Sul maggiore venne posta la tela con i santi titolari. Vi si trova una macchina lignea da processione con gli stessi santi, si dice scolpita da Anton Maria Maragliano. Il gruppo era costituito da tre statue, quelle dei santi Nazario e Celso e da quella dell'Immacolata. Queste vennero portate nella Santissima Annunziata di Sturla che dal 1891 assunse la funzione parrocchiale. La chiesa parrocchiale attuale conserva anche la probabile pala d'altare della precedente, con i santi Rocco, Nazario e Celso, Caterina da Siena e Sebastiano, dipinta e firmata da Bernardo Castello.
Negli ultimi decenni dell'Ottocento l'oratorio subì un lento declino che lo portò nel breve ad un abbandono e degrado. Nel 1936 la proprietà dell'edificio passò alla famiglia Galeppini. Due anni dopo, a seguito del crollo della copertura della volta settecentesca in canniccio, i proprietari avviarono i lavori di demolizione dell'oratorio (ritenuto, in una prima fase, di "scarso valore storico e artistico"), ma l'eccezionale scoperta di un grande affresco del Cinquecento e di altri dipinti portarono la Soprintendenza a prendere la decisione di sospendere tali valori e di avviarne, nel 1939, di recupero e messa in sicurezza del sito. Dal 30 settembre 1964 viene sottoposto a vincolo e tutela architettonica. Dopo altri passaggi di proprietà, nel 1989 viene acquistato dall'associazione "I Ricostruttori nella preghiera" che avviarono un nuovo intervento di recupero del sito che venne concluso nel 2002.
Oggi esso si apre sul vicolo del pesce con un piccolo portoncino di legno, nel muro di recinzione del giardinetto a lato del suo fianco meridionale, cancelletto sovrastato da una lunetta una volta probabilmente dipinta a trompe l'œil. Da questo spazio aperto, oltre il portale, si intravede il fianco meridionale dell'oratorio, su cui si apre la porta di accesso e una finestrella a monofora.
All'interno la parte absidale è stata completamente ristrutturata, ed in essa è stata tolta la volta con l'affresco menzionato dal Remondini, sostituita da una copertura lignea.

## Gli affreschi

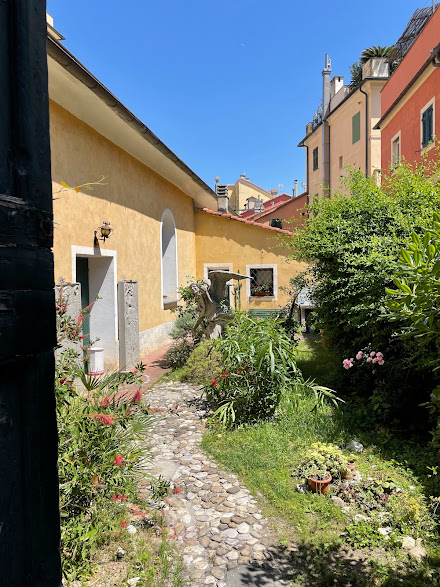
Vista del complesso laterale

Nel restauro sono riemersi gli affreschi delle pareti interne, stratificati in tre periodi, ognuno dei quali relativo ad un ciclo, oggi rimasto frammentario. Tali affreschi si estendono anche alla controfacciata e si sviluppano poi in più registri sulla parete sinistra sino all'innesto con il presbiterio. I fianchi sono costituiti da pareti lisce; al centro della parete di sinistra (parete settentrionale) una nicchia tardorinascimentale con paramento in marmo interrompe di questi tre cicli quello più antico. Sotto gli affreschi dovevano stare gli stalli lignei, disposti lungo tre lati.

### L'affresco del XIV secolo
Degli affreschi, il più antico, sulla parete di sinistra, mostra tre figure frammentarie di santi, divisi tra loro da strisce rosse, dei quali un san Francesco d'Assisi di cui manca la testa, ascrivibile ad una iconografia trecentesca, e collegato ad una decorazione geometrica a losanghe rosse e blu su fondo bianco che conclude in alto la composizione tripartita. Su tale cornice doveva stagliarsi il capo di san Francesco.

### L'affresco della fine del XVII secolo
Il registro successivo, sempre di questo lato, mantiene brandelli dei due strati successivi di affresco. Di essi sono due candelabre con decori a grottesche bianche su fondo scuro, di scarsa qualità. Da esse sappiamo la data solo approssimativamente poiché quella di destra reca entro un tondo racchiuso tra due volute la data, 157(?), assimilabile all'incirca al 1575.
Il terzo ciclo di affreschi si trova a partire dalla nicchia, guardando a destra, e mostra grandi scene aperte sul paesaggio; esse raffigurano la Passione, l'Orazione nell'orto, la Cattura, la Condanna di Cristo. Come stile queste ultime rimandano alla grande pittura genovese del Seicento, nella sua fase iniziale legata ancora al tardo Manierismo. Le tre scene sono inquadrate da illusionistiche cornici dipinte, che vorrebbero alludere a stipiti decorati di pietra. Ampia risulta la stesura dell'Orazione nell'Orto, i tre discepoli addormentati in basso, il Cristo inginocchiato al centro della scena, l'angelo che porta la Croce a destra in alto; sullo sfondo il paesaggio verdeggiante. I colori sono nitidi e puri. La Cattura di Cristo mostra ancora Cristo con la veste rossa, trascinato dalla soldataglia; la Condanna di Cristo lo mostra trascinato davanti al suo giudice, quest'ultimo assiso su un trono, al vertice di una struttura piramidale alla sinistra della scena; il Cristo viene introdotto, vestito della tunica rossa, da sinistra.

### L'affresco di fine XV-inizio XVI secolo
Nella controfacciata si trova un altro tratto affrescato, di cui restano vari brandelli, abrasa in vari punti, soprattutto in basso; l'affresco appare racchiuso in un bordo a girali, alla maniera degli arazzi, il tutto ancora incorniciato ad una intelaiatura lignea successiva. Al centro sta un santo, forse san Rocco per la calzamaglia stracciata sulla gamba, evidenziato nel suo isolamento, e come stile risalire al periodo a cavallo tra Quattro e Cinquecento, con gli influssi della pittura lombardo – fiammingo – renana allora vigenti in Genova all'epoca di Nicolò Corso. Tale composizione viene scandita da due pilastri, dei quali resta più leggibile quello di destra, decorato da una candelabra fitomorfa su fondo scuro, con un capitello rosso terracotta che sostiene la illusionistica trabeazione a liste orizzontali appena al di sotto della bordura.
Alle estremità della composizione e incorniciate dall'architettura dei pilastri dipinti, stanno le due scene della Passione e della Flagellazione a destra, scarsamente leggibili, e a sinistra l'Incoronazione di spine. In esse prevale il realismo di tipo settentrionale, espressionisticamente accentuato dal colore. Dell'Incoronazione si intravede la calzamaglia rigata di rosso e bianco dello sgherro che sta attorcigliando col bastone, secondo le iconografie tedesche, la corona sul capo del Cristo. Il Cristo è bendato, avvolto nella sua veste rossa, seduto su una panca; dietro al suo torturatore e alla sua figura si intravede un personaggio vestito di nero che lo guata con sguardi di odio e rancore.
La bordura doveva correre a modo di decoro su tutti i lati, come se si fosse trattato di un arazzo, ed è costituita dal motivo ornamentale degli ampi girali fitomorfi tondeggianti e delle sfingi che reggono dei piccoli medaglioni con quelle che sembrerebbero teste femminili, su sfondi rossastri. L'esempio potrebbe essere stato alla pittura di Nicolò Corso quale appare oggi riemergere nel chiostro di San Gerolamo di Quarto e nel monastero delle Grazie di Portovenere. I frammenti sono stati trattati al momento della mostra alla Spezia di Nicolò Corso nel 1986, relativamente alle tendenze della pittura genovese a cavallo dei due secoli. Esiste pertanto l'ipotesi si fosse trattato di parte delle maestranze che avevano operato in San Gerolamo di Quarto nel 1503 (data riferita dal Soprani). A confermare tale legame starebbe soprattutto il motivo decorativo delle candelabre fitomorfe simile in questi pilastri illusionistici a quello dei pilastri reali di San Gerolamo di Quarto.